# Gnaliépa
Gnaliépa est un village bété, dans l'ouest de la Côte d'Ivoire, au nord de Gagnoa dans la région du Gôh (ex-Fromager).
Gros village du canton Gbadi-Centre, il est situé entre les communes de Ouragahio et de Kpapekou.
Le peuple bété, traditionnellement hospitalier y accueille des milliers d'immigrants venus des autres départements de la Côte d'Ivoire.

## Climat
Le climat de la Côte d'Ivoire comporte deux zones climatiques distinctes. Le sud est très humide et connaît quatre saisons (d'avril à la mi-juillet : grande saison des pluies; de la mi-juillet à septembre: petite saison sèche; de septembre à novembre: petite saison des pluies; de décembre à mars: grande saison sèche). Les températures varient de 21 à 35°,.
La région de Gagnoa comporte 4 saisons : la grande saison des pluies compliquée par des intersaisons et marquée par des orages (avril à mi-juillet), la petite saison sèche (mi-juillet à mi-septembre), la petite saison des pluies (mi-septembre à novembre) et la grande saison sèche (décembre à mars).

## Végétation
Gnaliepa est située dans une zone forestière dense.

## Économie
Le village est essentiellement agricole : manioc, cacao, igname, riz, café, banane plantain et les produits vivriers.

## Personnalités liées à la région
- Dallys Moloko André(5e chef du village de Gnaliépa) ;
- Sery Yohou Clémentine ;
- Bolli ;
- Zarro Jean Jacques ;
- Goudé Okoubo Achille.